# International Journal of Electrochemical Science
International Journal of Electrochemical Science (abrégé en Int. J. Electrochem. Sci.) est une revue scientifique à comité de lecture mensuelle en libre accès qui publie des articles dans tous les domaines liés à l'électrochimie.
D'après le Journal Citation Reports, le facteur d'impact de ce journal était de 2,175 en 2009. Le directeur de publication est Milan M. Antonijevic (Université de Belgrade, Serbie).